# 구성동 유적
구성동유적(九城洞遺蹟)은 대전광역시 유성구 대전지방기상청 부지에 있는 선사시대의 유적이다. 1998년 7월 21일 대전광역시의 기념물 제37호로 지정되었다.

## 개요
대전광역시 유성구 지방 기상청 부지에 있는 청동기시대∼조선시대에 이르는 집자리 유적이다.
이곳의 유적에 대해서는 1994년에 한남대학교 박물관에서 발굴조사를 실시하였는데, 발굴조사 결과 집자리 유적 47기, 널무덤(토광묘) 7기, 독무덤(옹관묘) 2기, 저장구덩 2기가 확인되었다.
이들 유물·유적은 파괴가 심해서 원래의 모습을 유지한 것은 많지 않았다. 집자리 유적은 청동기시대 7기, 원삼국시대 34기, 조선시대 6기로 각 시대에 걸쳐 확인되고 있다. 청동기시대 집자리는 사각형과 원형으로 구분되는데, 원형 집자리는 부여 송국리 유적과 비슷한 형태이고 내부에서 출토되는 유물도 송국리형 민무늬 토기와 간석기이다. 원삼국시대 집자리는 파괴가 심하여 원형을 알 수 있는 것이 극히 적으나 타원형과 반원형의 2가지 유형이 있었던 것으로 판단된다.
구성동 유적은 보호를 위해 1∼2m 높이로 흙으로 쌓은 후, 그 위에 야외관측 시설물을 설치하여 사용하고 있다.

## 참고 자료
- 구성동유적 - 국가유산청 국가유산포털